# Myopsyche victorina
Myopsyche victorina là một loài bướm đêm thuộc phân họ Arctiinae, họ Erebidae.